# The House of the Dead
The House of Dead é um jogo eletrônico dos gêneros first-person shooter e survival horror lançado para arcade e mais tarde portado para Sega Saturn e PC. O jogador deve basicamente matar os zumbis com uma pistola de reload manual, com 6 balas.

## Sínopse
A história começa com dois agentes do AMS (policia secreta de defesa civil), Thomas Rogan e "G". Eles foram informados sobre algo relacionado a uma invasão, mas não uma invasão qualquer. Enquanto estando em casa, Rogan recebe uma mensagem da sua namorada, Sophie Richards. Havia muitas interferências e só se ouvia: "socorro, todos estão sendo mort..." e também só se ouvia umas vozes estranhas como se fosse alguém zangado a gritar e a rugir com uma voz esganiçada. Rogan recebe logo a Notícia que "alguma coisa terrível aconteceu" na Mansão Curien a alguns quilômetros dali. era onde Sophie trabalhava. o Dono da Mansão é Roy Curien, um renomado Bioquímico e Geneticista. Rogan e seu parceiro de trabalho "G" Chega à cena para encontrar a propriedade invadida por criações infernais. Um homem mortalmente ferido dá-lhes um diário contendo informações sobre as criações mortais de Curien e suas fraquezas.
É revelado que Curien estava obcecado com a descoberta da Natureza da Vida Após a Morte. Embora apoiado pela D.B.R. Corporation e sua própria equipe de cientistas. com esse interesse implacável, Curien ficou louco e insano. Seu comportamento torna-se mais errático e seus experimentos começam a ter uma virada horrível. Curien decidiu finalmente libertar seus assuntos experimentais em sua mansão. Rogan e G vão a mansão para salvar Sophie, bem como quaisquer outros sobreviventes, enquanto eles lutam contra os zumbis criados por Curien e outras abominações.
Rogan e G acham a Sophie, mas ela é capturada por uma criatura bem parecida com um Gárgula, seu nome é Hangedman. Mais tarde, eles encontram Sophie sendo atacada por um Chariot, um super soldado que usa uma armadura e está armado com uma alabarda. Depois de derrotar Chariot, os dois atendem a Sophie, que aparentemente não resiste aos seus ferimentos. O furioso Rogan vai atrás do Hangedman. Sua perseguição leva Rogan e G Para os telhados que cercam o pátio. Depois de uma longa batalha, eles conseguiram derrubá-lo.
Lutando através dos zumbis, os dois encontram o Dr. Curien. O doutor libera um Hermit, um monstro gigante com uma aparência de uma aranha, e foge. Eles conseguem matar a criatura, e continuam com a perseguição.
Ao serem confrontados pela segunda vez, Curien liberta sua "Obra-Prima", Magician , uma criatura demoníaca com Habilidades Pirocinéticas. No entanto, imediatamente depois de ser libertado, o Magician revela-se auto-consciente, se recusa a servir qualquer mestre e mata seu criador. Rogan e G Confrontam o Magician em uma Batalha Final. Antes de morrer, Magician dá um aviso arrepiante, e explode. Quando chegam à entrada, encontram Sophie, que sobreviveu a seus ferimentos. Os três saem da mansão e acaba o jogo.

## Personagens
- Thomas Rogan: Um jovem agente da AMS treinado. Sua Missão é chegar à Mansão Curien para investigar uma série de Assassinatos e Desaparecimentos Recentes, eventos alarmantes e missões de resgate na Mansão Curien. Sua noiva Sophie Richards, de quem recebe uma chamada de telefone afligida, é uma empregada na mansão. Ele, juntamente com o agente G, devem se apressarem para salvar a noiva de Rogan e, no processo, eles descobrem provas do depravado esforço científico e logo se tornarem atestados do nascimento de um horroroso mal que deve ser impedido de sair da mansão.
- Agente "G": Um misterioso agente da AMS e parceiro de Rogan, que acompanha Rogan à Mansão Curien. Se os jogadores escolhê-lo como o primeiro personagem, o diálogo no jogo na cena vai mudar, por exemplo, Sophie irá abordá-lo de forma diferente à chegada à mansão.
- Dr. Roy Curien: Um aclamado Bioquímico e Geneticista que Trabalhou muito ultimamente para a D.B.R. Corporation e ele é o principal antagonista do jogo. Ele foi o responsável pelo Incidente da Mansão Curien. Ele estava obcecado com a descoberta da própria Natureza da Vida Após a Morte, que acabou ficando louco. Graças aos esforços de Rogan e G, as criaturas foram impedidas de escapar da mansão e fazerem uma Guerra Global bem Intensa.
- Sophie Richards: Noiva de Rogan, Ela tentou chamar Rogan para ajudar no início do desastre. Ela conseguiu escapar da mansão, mas foi de alguma forma ficou inconsciente depois de ser atacada por algumas criaturas, ela é encontrada por Rogan e G deitada na frente de uma fonte no pátio da frente. Ela acorda e corre para Rogan e G, mas é capturada e trazida de volta para a Mansão por um Hangedman. Ela é mais tarde encontrada em uma grande sala dentro da mansão, mas é gravemente ferida pelo Chariot. Sua sobrevivência depende da classificação que o jogador recebe após a conclusão do jogo. Se o jogador obtiver 60.000 pontuação ou mais, aí vai ter um Final Bom (Final Verdadeiro). Se a pontuação é abaixo de 60.000, ela é um zumbi, e assim acontece um Final Ruim. Enquanto o desempenho do jogador determinaria sua sobrevivência no primeiro jogo, Canonicamente ela Sobreviveu e se casou com Rogan.

## Ao longo do jogo e bosses
Primeiro um zumbi ataca um dos empregados e você mata-o. A seguir antes de ele morrer, diz-vos "The others are still inside.Save them!" Depois ao pé de uma fonte, encontramos Sophie, ela vem a ter convosco, mas uma gárgula cinzenta apanha-a e leva-a. Depois dentro da casa, mais à frente, num corredor ouve-se uma voz a gritar e vem de uma sala. Entra-se e vemos Sophie, mas um guerreiro de metal salta do tecto e com a sua lança gigante, atira Sophie contra a parede. Aí vem o primeiro boss. (veja os bosses na lista mais a frente). Depois de o derrotar, Sophie diz "Rogan, you must stop Curien (o cientista louco que criou os zumbies) or something terrible will happen! Hurry, go!!" e morre; e só se ouve Rogan dizer "SOPHIE!!!!!!!!!!!!" Depois vem o 2º nível. Depois de uma boa caminhada a matar os zumbis, vem a gárgula , o rei dos morcegos. O 2º boss. Depois (3º nível) passamos pelos laboratorios. Finalmente encontramos Curien, mas ele vai para o laboratório  secreto subterrâneo. Uma aranha gigante salta para a vossa frente. Terceiro boss. Depois, ÚLTIMO NÍVEL. Aí voltamos a derrotar o primeiro e o segundo boss. Depois encontramos Curien e ele diz "Look my masterpiece!! !" e aparece o último boss, mas ele mata Curien. Depois é só derrota-lo e, e o jogo é concluído.

### Bosses (Chefes)
- Chariot: Uma Criatura Humanóide com Armadura.

Ponto Fraco: Seu coração que aparece descoberto pela armadura. Após receber certo dano, sua armadura se desfaz e seu ponto fraco se torna seus membros.
- Hangedman: O Rei dos Morcegos.

Ponto Fraco: Corpo
- Hermit: Uma Aranha Gigante de 6 olhos e aparenta ter minhocas na boca.

Ponto Fraco: Boca
- Magician: Outra Criatura Humanóide com chifres e dois dedos em cada mão, com músculos estranhamente “vivos”.

Ponto Fraco: A princípio o livro de monstros não mostra um ponto fraco específico. Entretando acertar seus músculos apresentam dano considerável.

## Finais possíveis
- Final Ruim: nesse final, os agentes encontram Sophie na entrada da mansão, porém transformada em zumbi

- Final Médio: nesse final os agentes simplesmente olham para a mansão e vão embora

- Final Bom (Final Verdadeiro):  nesse final os agentes encontram Sophie, ainda viva dizendo "Thank you Rogan"

Obs: dependendo de como você ouvir, no final bom Sophie falará "I hate you Rogano"